# سیاست محیط زندگی خصمانه وزارت کشور بریتانیا
سیاست محیط زندگی خصمانه وزارت کشور بریتانیا (انگلیسی: Home Office hostile environment policy)، مجموعه ای از اقدامات اداری و قانونی به منظور دشوار کردن اقامت افراد بدون مدارک قانونی است. هدف نهایی چنین اقداماتی ترغیب این افراد به ترک داوطلبانه بریتانیا است.